# Atlético Clube Goianiense
El Atlético Clube Goianiense, también conocido como Atlético Goianiense, es un club brasileño de fútbol de la ciudad de Goiânia, en el Estado de Goiás. Fue el primer equipo de su estado en ganar un campeonato nacional, el Campeonato Brasileño de Serie C en 1990, campeonato que volvería a ganar en 2008. Además, cuenta con un título en el Campeonato Brasileño de Serie B, en el año 2016. En 2024 vuelve a jugar en el Campeonato Brasileño de Serie A, la primera división nacional, tras haber estado un año en la Serie B.

## Historia
El 2 de abril de 1937, Nicanor Gordo y Joaquim Veiga fundaron el club, partiendo el fútbol en la recién fundada ciudad de Goiânia. Nicanor Gordo y Joaquín Veiga dejaron el club recién fundado en 1938, y se unió al Goiânia Esporte Clube, lo que constituye otro nuevo club.
En el año 1944, el equipo compitió en el primer Campeonato Goiano, que fue también el primer campeonato oficial de fútbol en el estado, y fue competido entre cinco clubes de Goiânia. Los otros equipos de Goiânia eran Vila Nova FC, Goiás EC y Campinas. Atlético Goianiense ganó el torneo, siendo este su primer título. En 1957, el club ganó el campeonato estatal, sin perder ni tan sólo un partido, aunque también recibió el Torneio dos Invictos, disputado ese mismo año.
Ya en el año 1971, el equipo ganó el Torneio da Integração Nacional, venciendo al AA Ponte Preta en la gran final. En 1990, tras derrotar al América Mineiro en la definición por penales, el Atlético Goianiense ganó el Campeonato Brasileiro Série C.
En 2003, el Atlético Goianiense terminó en último lugar el campeonato estatal, y fue relegado a segunda división el año siguiente. En 2005, el club ganó el Campeonato Goiano de la Segunda División, siendo ascendido a Primera División el año siguiente. En 2006, el club estaba en segundo lugar en el campeonato del estado de Goiás Primer Nivel. 

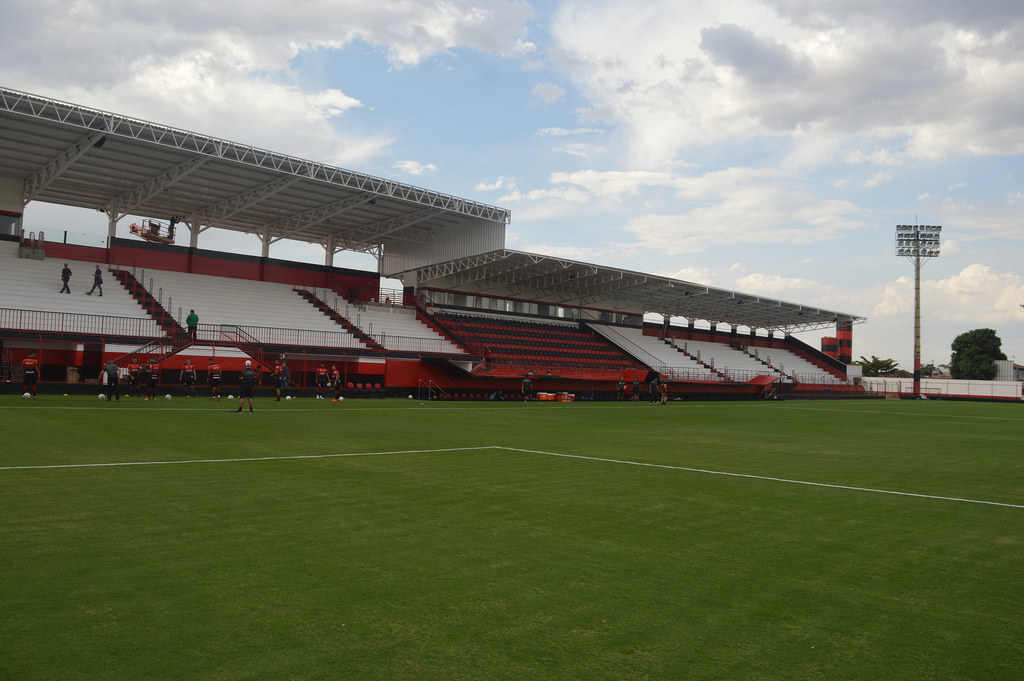
Estadio Antônio Accioly.

### Nuevo descenso a la Serie B
En el año 2012, el Atlético Goianiense desciende a la Serie B tras terminar el torneo en el último puesto compartiéndolo con Figueirense con 30 puntos a 12 puntos de la salvación.

### Campeón de Serie B y ascenso
En la temporada 2016 el Atlético Goianiense logra su primer título de esta división, tras lograr 76 puntos en 38 partidos, 10 más que el segundo, Avaí. De esta forma ascendería a la Serie A para la temporada 2017.

### Semifinalista en la Copa Sudamericana 2022
Clasificaron a la Copa Sudamericana de 2022 tras haber terminado en novena posición del Brasileirão 2021. Integró el grupo F junto a Liga de Quito de Ecuador, Defensa y Justicia de Argentina y Deportes Antofagasta de Chile.
Debutaría en el Antônio Accioly goleando 4-0 a Liga de Quito, sumando otra victoria tras ganar 1-0 a Defensa y Justicia como visitante. En la tercera fecha cayó 2-1 ante Antofagasta, tras comenzar ganando y posteriormente siendo remontado en los últimos cinco minutos de partido. En la cuarta fecha venció 3-2 como local a Defensa y Justicia tras comenzar ganando 3-0. En la quinta fecha ganó por la mínima al Antofagasta como local. Llegó a la última fecha como líder de su grupo, aunque siendo perseguido por Liga de Quito, equipo al que enfrentaría como visitante, obligado a no perder para poder acceder a octavos de final. Comenzó perdiendo 1-0 en el primer tiempo, sin embargo Gabriel Baralhas anotaría de cabeza el empate en el segundo tiempo, resultado que no se movería más y clasificaba así a la siguiente ronda.
En octavos de final tocó enfrentar a Olimpia de Paraguay. El partido de ida jugado en el Estadio Defensores del Chaco terminó en derrota 2-0. Una semana después, en el Estadio Serra Dourada, Goianiense logró vencer por el mismo marcador, tras anotar Churín y Airton en los primeros diez minutos de partido. En tanda de penales venció por 5-3, tras anotar todos sus tiros, accediendo así por primera vez en su historia a los cuartos de final.
En la ronda de cuartos de final su rival fue Nacional de Uruguay, equipo que contaba con la estrella mundial Luis Suárez. En el partido de ida jugado en Montevideo, el Dragão se llevó la victoria 1-0 tras un cabezazo de Luiz Fernando. En el duelo de vuelta, Goianiense venció 3-0 tras un doblete de Luiz Fernando y un gol de Gabriel Baralhas, logrando una clasificación histórica a las semifinales.
En semifinales enfrentó a São Paulo. Abrió la llave como local en Goiânia, donde vencería 3-1 con goles de Jorginho, Shaylon y Léo Pereira. El partido de vuelta se jugó en el Estadio Morumbi, donde perdió 2-0, con lo cual fue forzado a jugar la tanda de penales. Gabriel Baralhas y Léo Pereira erraron sus penales, con lo cual perdieron 4-2, quedando a puertas de jugar su primera final continental.

## Estadio
El club juega sus partidos de local en el Estadio Antônio Accioly y anteriormente en el Estadio Olímpico Pedro Ludovico Teixeira, que tiene una capacidad de aproximadamente 125.500 personas. Para los partidos más importantes del equipo se usa el Estadio Serra Dourada.

## Uniforme
- Uniforme titular: Camiseta con franjas horizontales rojas y negras horizontales, pantalón blanco y medias rojas.
- Uniforme alternativo: Camiseta blanca con franja diagonal roja y negra, pantalón blanco y medias blancas.
- Tercer uniforme: Camiseta negra con franja diagonal roja, pantalón negro y medias negras.

### Evolución del uniforme
| 2010 | 2010 | 2011 | 2012 | 2013 | 2014 | 2015 | 2016 | 2017 |
| 2018 | 2019 | 2020 | 2021 | 2022 | 2023 | 2024 |      |      |

## Símbolos
La mascota del Atlético Goianiense es un dragón rojo que simboliza la garra y la fuerza caliente del club. Recibe el apodo de Dragão, que traducido en español significa Dragón. La bandera es similar a la del equipo, con franjas horizontales de color rojo y negro, y el logo en el centro.

## Jugadores

### Plantilla 2025

#### Altas y bajas 2025 (otoño)
| Altas         | Altas    | Altas        | Altas  | Altas |
| Jugador       | Posición | Procedencia  | Tipo   | Costo |
| ------------- | -------- | ------------ | ------ | ----- |
| Ruan Teixeira | Defensa  | Agente libre | Libre. | --    |

| Bajas        | Bajas    | Bajas   | Bajas     | Bajas |
| Jugador      | Posición | Destino | Tipo      | Costo |
| ------------ | -------- | ------- | --------- | ----- |
| Luiz Gustavo | Defensa  | CSA     | Préstamo. | --    |
| Kevyn        | Volante  | CSA     | Préstamo. | --    |

## Entrenadores
- Maneco (marzo de 1956–abril de 1956)[45][46]
- Cicero de Melo (abril de 1956–junio de 1956)[46][47]
- Fiore (junio de 1956–agosto de 1956)[47][48]
- Teadorico (agosto de 1956–abril de 1957)[49][50]
- Chico Padre (mayo de 1958–?)[51]
- Chico Padre (?? de 1959–?)[52]
- Odair Tito (enero de 1970–julio de 1970)[53][54]
- Zuíno (julio de 1970–?)[54]
- José Chagas (?–junio de 1971)[55]
- Paulo Gonçalves (junio de 1971–dezembro de 1971)[56][57]
- Murilo Santana (enero de 1972–1972)[58]
- Armando Renganeschi (febrero de 1972–enero de 1973)[59][60]
- Zuíno (enero de 1973–?)[60]
- Tomazinho (?–agosto de 1973)[61]
- Lourival Luiz (agosto de 1973–diciembre de 1973)[62][63]
- Paulo Gonçalves (mayo de 1979–?)[64]
- José Calazans (1980)[65]
- Paulo César Gusmão (marzo de 2009–mayo de 2009)[66][67]
- Mauro Fernandes (mayo de 2009–septiembre de 2009)[68][69]
- Arthur Neto (septiembre de 2009–febrero de 2010)[69][70]
- Geninho (febrero de 2010–junio de 2010)[71][72]
- Roberto Fernandes (junio de 2010–julio de 2010)[73][74]
- Reinaldo Gueldini (interino- julio de 2010–agosto de 2010)[74][75][76]
- René Simões (agosto de 2010–abril de 2011)[77][78]
- Paulo César Gusmão (abril de 2011–julio de 2011)[79][80]
- Jairo Araújo (interino- julio de 2011–agosto de 2011)[80][81][82]
- Hélio dos Anjos (agosto de 2011–marzo de 2012)[82][83]
- Jairo Araújo (interino- marzo de 2012)[81][83]
- Adílson Batista (abril de 2012–mayo de 2012)[84][85]
- Hélio dos Anjos (mayo de 2012–julio de 2012)[86][87]
- Jairo Araújo (interino- julio de 2012–septiembre de 2012)[81][88][89]
- Artur Neto (septiembre de 2012–octubre de 2012)[89][90]
- Jairo Araújo (interino- octubre de 2012–diciembre de 2012/diciembre de 2012–febrero de 2013)[90][91][92]
- René Simões (junio de 2013–agosto de 2013)[93][94]
- Paulo César Gusmão (agosto de 2013–octubre de 2013)[95][96]
- Coutinho (interino- octubre de 2013–2013)[96]
- Marcelo Martelotte (diciembre de 2013–junio de 2014)[97][98]
- Wagner Lopes (septiembre de 2014–diciembre de 2014)[99][100]
- Marcelo Chamusca (enero de 2015–febrero de 2015)[101][102]
- João Paulo Sanches (interino- febrero de 2015–marzo de 2015)[103]
- Marcelo Martelotte (marzo de 2015–junio de 2015)[103][104]
- Gilberto Pereira (interino- junio de 2015)[105]
- Jorginho (junio de 2015–julio de 2015)[106][107]
- Gilberto Pereira (interino- julio de 2015–octubre de 2015/octubre de 2015–noviembre de 2015)[107][108][109]
- João Paulo Sanches (noviembre de 2015–diciembre de 2015)[109]
- Wagner Lopes (enero de 2016–abril de 2016)[110][111]
- Marcelo Cabo (mayo de 2016–junio de 2017)[112][113]
- Doriva (junio de 2017–julio de 2017)[114][115]
- João Paulo Sanches (interino- julio de 2017–diciembre de 2017/diciembre de 2017–febrero de 2018)[115][116][117]
- Claudio Tencati (febrero de 2018–octubre de 2018)[118][117][119]
- Wagner Lopes (octubre de 2018–octubre de 2019)[120][121]
- Eduardo Souza (interino- octubre de 2019)[121]
- Eduardo Barroca (octubre de 2019–diciembre de 2019)[122][123]
- Eduardo Souza (interino- diciembre de 2019–enero de 2020)[124]
- Cristóvão Borges (enero de 2020–febrero de 2020)[125][124]
- Eduardo Souza (interino- febrero de 2020–junio de 2020)[124]
- Vágner Mancini (junio de 2020–octubre de 2020)[126][127]
- Eduardo Souza (interino- octubre de 2020–noviembre de 2020)[128][129]
- Marcelo Cabo (noviembre de 2020–febrero de 2021)[130][131]
- Eduardo Souza (interino- marzo de 2021)[132][133]
- João Paulo Sanches (interino- marzo de 2021–abril de 2021)[134]
- Jorginho (abril de 2021–mayo de 2021)[135][136]
- Eduardo Barroca (mayo de 2021–septiembre de 2021)[137][138]
- Eduardo Souza (interino- septiembre de 2021–noviembre de 2021)[138][139]
- Marcelo Cabo (noviembre de 2021–febrero de 2022)[139]
- Eduardo Souza (interino- febrero de 2022)[140]
- Umberto Louzer (febrero de 2022–mayo de 2022)[141][142]
- Jorginho (mayo de 2022–agosto de 2022)[143][144]
- Eduardo Baptista (agosto de 2022–septiembre de 2022)[145][146]
- Eduardo Souza (interino- septiembre de 2022–noviembre de 2022/noviembre de 2022–marzo de 2023)[146][147][148]
- Anderson Gomes (interino- marzo de 2023)[149]
- Mozart (marzo de 2023–mayo de 2023)[150][151]
- Anderson Gomes (interino- mayo de 2023)[151]
- Alberto Valentim (mayo de 2023–julio de 2023)[152]
- Anderson Gomes (interino- julio de 2023)[153]
- Jair Ventura (julio de 2023–junio de 2024)[154][155]
- Anderson Gomes (interino- junio de 2024–julio de 2024)[155]
- Vágner Mancini (julio de 2024–agosto de 2024)[156][157]
- Umberto Louzer (agosto de 2024–octubre de 2024)[158][159]
- Anderson Gomes (interino- octubre de 2024–diciembre de 2024)[159]
- Rafael Guanaes (diciembre de 2024–marzo de 2025)[160][161]
- Cláudio Tencati (marzo de 2025–presente)[3]

## Participaciones internacionales
| Competición               | Edición           |
| ------------------------- | ----------------- |
| Conmebol Sudamericana (3) | 2012, 2021, 2022. |

### Por competición
| Torneo            | TJ | PJ | PG | PE | PP | GF | GC | DG  | Puntos |
| ----------------- | -- | -- | -- | -- | -- | -- | -- | --- | ------ |
| Copa Sudamericana | 3  | 22 | 12 | 6  | 4  | 32 | 18 | +14 | 42     |
| Total             | 3  | 22 | 12 | 6  | 4  | 32 | 18 | +14 | 42     |

## Palmarés

### Torneos nacionales (4)
- Campeonato Brasileño de Serie B (1): 2016
- Campeonato Brasileño de Serie C (2): 1990, 2008
- Torneo de Integración Nacional CBD (1): 1971[162]

### Torneos estaduales (19)
- Campeonato Goiano (18): 1947, 1949, 1955, 1957, 1964, 1970, 1985, 1988, 2007, 2010, 2011, 2014, 2019, 2020, 2022, 2023, 2024
- Segunda División del Campeonato Goiano (1): 2005